# ОК-650
ОК-650 — серія водо-водяних ядерних реакторів на теплових нейтронах, що розміщуються на підводних човнах. В якості ядерного палива використовується високозбагачений по урану-235 двоокис урану. Теплова потужність — 180 ... 190 МВт (260 000 к. с. ).
Розроблено ОКБМ ім. І. І. Афрікантова. Відносяться до третього покоління.

## Модифікації
Перший реактор серії змонтований на наземному стенді КВ-1 в НДТІ в 1975 році. На 2012 рік стенд в робочому стані.
| Тип реактора     | Збагачення (%) | Теплова потужність реактора (МВт) | Проекти АПЛ (число реакторів на одному човні)    |
| ---------------- | -------------- | --------------------------------- | ------------------------------------------------ |
| ОК-650 (ОК-650А) | 21-45          | 190 (180)                         | 945 «Барракуда» (1)                              |
| ОК-650Б          | 21-45          | 190                               | 949 «Граніт» (2), 971 «Щука-Б» (1)               |
| ОК-650Б-3        | 21-45          | 190                               | 685 «Плавець» (1)                                |
| ОК-650ВВ         | 21-45          | 190                               | 941 «Акула» (2)                                  |
| ОК-650В          | 21-45          | 190                               | 949А «Антей» (2) 885 «Ясень» (1) 955 «Борей» (1) |

## Аварії в реакторному відсіку
- Б-534 «Нижній Новгород»

## Затоплення реакторів
При аваріях на підводних човнах відбувалося затоплення реакторів:
- К-278 «Комсомолець» — заглушений і затоплено 1 реактор ОК-650Б-3. Періодично відбувається обстеження АПЛ.
- К-141 «Курськ» — заглушено і затоплено 2 реактора ОК-650В. Після підняття підводного човна, ВЯП було вивантажено.